# Camino chumaki en Mariúpol
Camino chumaki en Mariúpol (en ruso: Чумацкий тракт в Мариуполе; en ucraniano: Чумацький шлях у Маріуполі) es una pintura al óleo sobre lienzo del artista ruso Arjip Kuindzhi, de 1875. La pintura es parte de la colección de la Galería Tretiakov, en Moscú.

## Descripción
La trama del cuadro está conectada geográficamente con Mariúpol, donde nació y creció el artista. Su acción se desarrolla en las estepas del sur, por donde pasó el joven Kuindzhi en su camino hacia Feodosia. En aquella época, se denominaba chumaki a los comerciantes o carreteros que viajaban en bueyes a los mares Negro y Azov en busca de pescado y sal y los entregaban en ferias, además de otros productos. En la imagen se nota el barro intransitable, el camino, los bueyes y un perro mojado, aullando diligentemente junto al camino por el mal tiempo. "Todo esto, de alguna manera, duele el corazón", escribió Vsévolod Garshin sobre esta pintura.

## Historia
La pintura Camino chumaki en Mariúpol se exhibió por primera vez en 1875 en la cuarta exposición de la Asociación de Exposiciones Itinerantes de Arte (Peredvizhniki) y cosechó un gran éxito. Junto con otras pinturas realistas del artista de principios de la década de 1870, como Camino de barro de otoño (1872) y Pueblo olvidado (1874), la pintura Camino chumaki en Mariúpol fue recibida con aprobación por las publicaciones democráticas. Este fue el final del período de acercamiento entre Kuindzhi y los Itinerantes, y en 1875 se convirtió en miembro de pleno derecho de la Asociación. Pável Tretiakov adquirió el cuadro directamente de la exposición de 1875. 
En 1878, por esta pintura, junto con las pinturas En la isla de Valaam (1873, Galería Tretiakov), Noche ucraniana (1875, Galería Tretiakov) y Estepa (1875, Museo de Arte de Yaroslavl), Kuindzhi recibió el título de artista de primer grado.

## Opiniones
El escritor Mijaíl Nevedomski, autor de una biografía de Kuindzhi, escribió:
Pero la tendencia hacia el impresionismo, hacia la interpretación generalizada, se manifiesta aquí de forma muy decisiva. No son carros individuales ni figuras de chumaks, sino el convoy entero, el movimiento general de esta oscura cinta viviente que serpentea a través de la amplia estepa, lo que ocupa al artista. Todos los detalles quedan ahogados, subordinados a la impresión general del tormentoso crepúsculo estepario...
Y el crítico de arte Vladímir Petrov escribió en su artículo dedicado al 150 aniversario del nacimiento de Arjip Kuindzhi, comparando esta pintura con El pueblo olvidado:
Entonaciones similares están presentes también en el cuadro Camino chumaki en Mariúpol (1875), donde Kuindzhi representó una hilera de carros de chumaks que se extendían a lo largo de la estepa marrón, quemada por el abrasador sol de verano y mojada por las interminables lluvias de otoño, arrastradas por bueyes que caminaban hundidos hasta las rodillas en el aguanieve arcilloso del camino empapado. Los detalles del cuadro son expresivos: las figuras de los chumaks congelados bajo las esteras mojadas, el perro aullando al borde del camino. Pero sería erróneo ver, como hacen algunos críticos, en estas obras “sombrías” de Kuindzhi sólo “una protesta enviada al espacio”.